# Rutland (Nowy Jork)
Rutland – miasto w Stanach Zjednoczonych, w stanie Nowy Jork, w hrabstwie Jefferson.